# Hans Bittmann
Hans Bittmann, auch Hans Bittman, in Italien Giovanni Bittman (* 10. August 1905 in Tullnerbach, Österreich-Ungarn; † 2. Jänner 1997 in Wien), war ein österreichischer Tontechniker beim deutschen, italienischen, Schweizer und spanischen Film.

## Leben und Wirken
Hans Bittmann hatte eine Ingenieursausbildung mit dem Doktorgrad abgeschlossen und stieß zum Jahresende 1930 zum deutschen Film. Hier wurde er zwei Jahre lang als Tontechniker eingesetzt und betreute in dieser Funktion einige zentrale Bergfilme der drei bekanntesten Vertreter dieser urdeutschen Filmgattung: Arnold Fancks Der weiße Rausch, Luis Trenkers Berge in Flammen und Leni Riefenstahls mystischen Film Das blaue Licht. Bittmann sorgte aber auch für die wenigen Toneffekte bei dem noch weitgehend stummen Horrorfilm Vampyr – Der Traum des Allan Gray des Dänen Carl Theodor Dreyer. 1933 musste der Jude Bittmann Deutschland verlassen.
Von 1934 bis 1938, ehe auch in Italien die antisemitischen Gesetze griffen, wurde Bittmann, dessen Vornamen gelegentlich in Giovanni italienisiert werden musste, bei einer Reihe von Produktionen bekannter Regisseure des Mussolini-Regimes wie Carlo Ludovico Bragaglia, Mario Camerini und Goffredo Alessandrini beschäftigt. Er kümmerte sich aber auch um den Ton bei Inszenierungen der jüdischen Deutschland-Flüchtlinge Max Ophüls und Kurt Gerron. Bei dem aufwändigen Söldner-Streifen Condottieri kam es zu einer erneuten Zusammenarbeit mit Trenker.
1939 verließ Bittmann das mittlerweile für Juden gefährlich gewordene Italien und fand Mitte 1939 kurzzeitig Beschäftigung beim Schweizer Film, wo er Leopold Lindtbergs bedeutende Kriminalfilm-Inszenierung Wachtmeister Studer tontechnisch betreute. Noch im selben Jahr reiste Hans Bittmann nach Spanien weiter, wo er die kommenden Jahrzehnte Beschäftigung beim dortigen Film fand. Wann genau Bittmann wieder in seine alte Heimat Österreich heimkehrte, ist derzeit nicht bekannt. Er starb 91-jährig in Wien zum Jahresbeginn 1997.

## Filmografie (Auswahl)
- 1931: Das Lied vom Leben
- 1931: Feind im Blut
- 1931: Die Abenteurerin von Tunis
- 1931: Die Koffer des Herrn O. F.
- 1931: Berge in Flammen
- 1931: Der weiße Rausch
- 1931: Vampyr – Der Traum des Allan Gray
- 1932: Hallo Hallo! Hier spricht Berlin!
- 1932: Das blaue Licht
- 1932: Abenteuer im Engadin
- 1932: Ikarus
- 1933: Insel der Dämonen
- 1934: Eine Diva für alle (La Signora di tutti)
- 1934: Teresa Confalonieri
- 1935: Passaporto rosso
- 1935: Il re Burlone
- 1936: Cavalleria
- 1936: Der große Appell (Il grande appello)
- 1937: Condottieri
- 1937: De drie wensen / I tre desideri
- 1938: Der Frauen um Verdi
- 1939: Kriminalkommissar Studer (Wachtmeister Studer)
- 1940: Marianela
- 1940: La malquerida
- 1941: Heroe a la fuerza
- 1942: Sucedió en Damasco
- 1943: Dora la espia
- 1956: Cuerda de preos